# پارادوکس اینتراکتیو

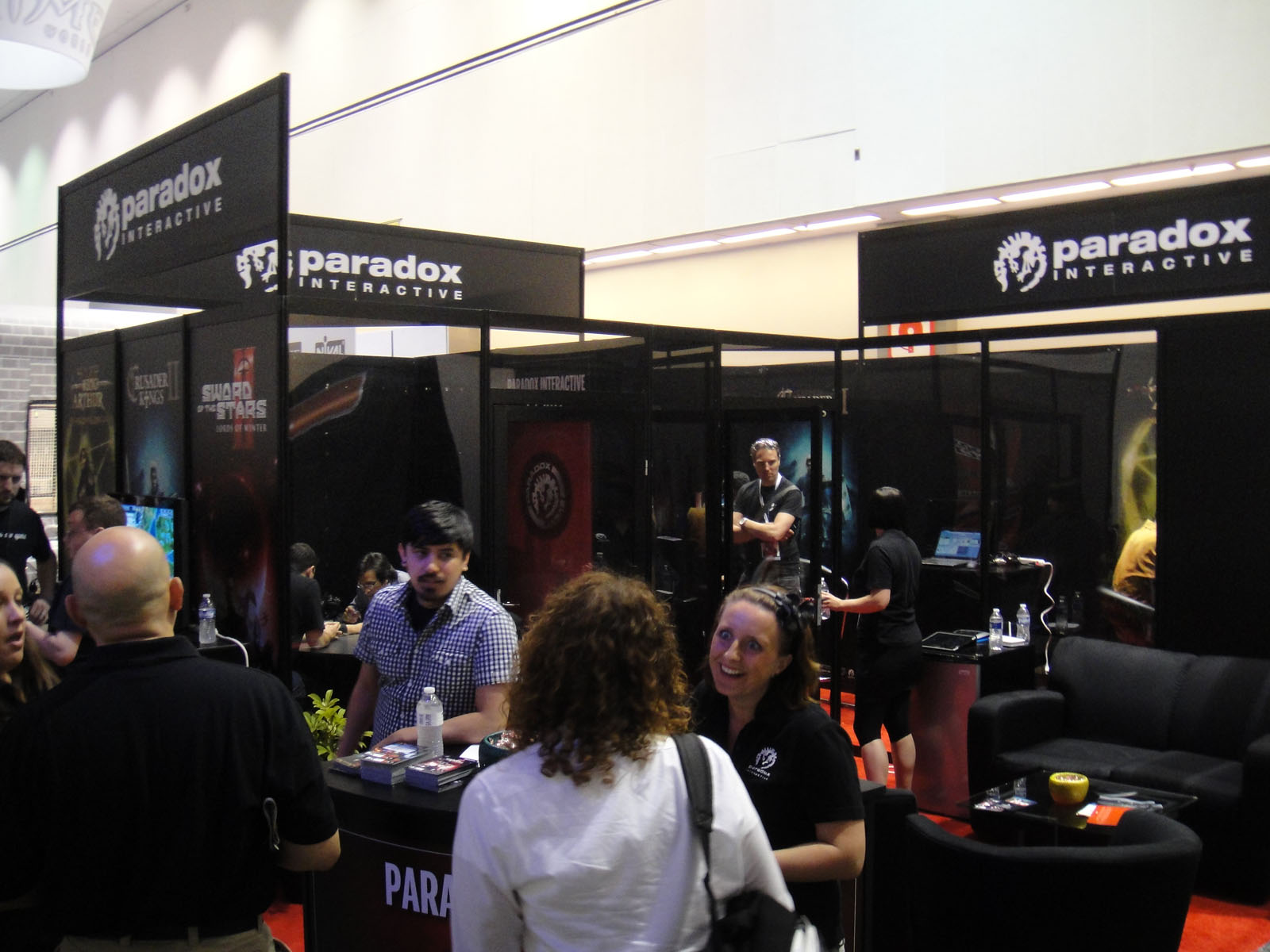
تصویری از شرکت پارادوکس اینتراکتیو

پارادوکس اینتراکتیو یک ناشر بازی ویدئویی مستقر در استکهلم است که با بازی‌های رایانه‌ای استراتژی تاریخی‌ اش شناخته می‌شود. این شرکت همچنین بازی‌های خود و دیگران را از کانال‌های خرده‌فروشی سنتی و نیز سرویس‌های توزیع دیجیتال مانند گیمرز گیت (GamersGate) منتشر می‌کند. بازی‌نویس اصلی این تیم یوهان اندرسون است.
پارادوکس اینتراکتیو پیش‌تر یک زیرمجموعه پارادوکس اینترتینمنت (Paradox Entertainment) بود که مالک و توسعه‌دهندهٔ مالکیت‌های معنویی مانند کنان بربر (Conan the Barbarian) اثر رابرت اروین هوارد (Robert Ervin Howard) است.
پارادوکس اینتراکتیو طراح بازی هایی در سبک راهبردی عظیم،از جمله سری های‌ قلب هایی از آهن،اروپای جهانی، پادشاهان صلیبی و ویکتوریا می باشد.البته این شرکت تجربه موفقی نیز در بازی های شبیه ساز ساخت و ساز داشته که می توان به cities skyline و Stellaris اشاره کرد.
سبک بازی های پارادوکس اینتراکتیو بسیار سنگین هستند و نیاز به علاقه بالایی دارند. جامعه علاقه مند به این سبک از بازی های ویدیویی بسیار با سرعت بالایی در حال رشد است و پارادوکس از سردمداران طراح برای این جامعه است.